# Норддейк (Гронінген)
Норддейк (нід. Noorddijk) — село в нідерландській провінції Гронінген. Входить до муніципалітету Гронінген.
Його площа становить 2,24км², а населення станом на 2021 рік складало 95 осіб.
Перша згадка про населений пункт датується 1299 роком. Його назва буквально перекладається як «північна дамба», що пояснюється його розташуванням на північ від міста Гронінгена.
До 1969 року мало статус окремого муніципалітету.

## Галерея

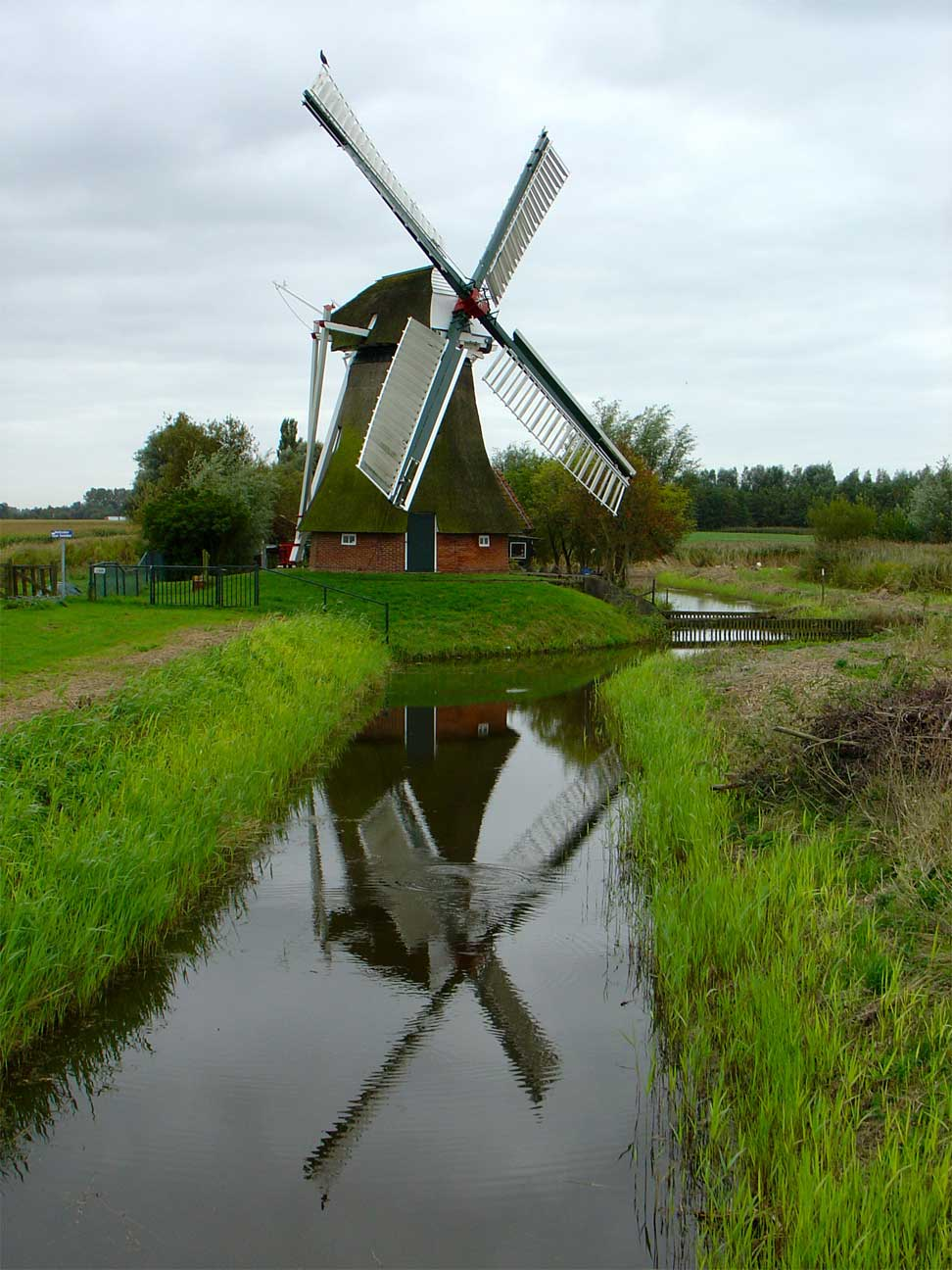
Вітряк Noordermolen
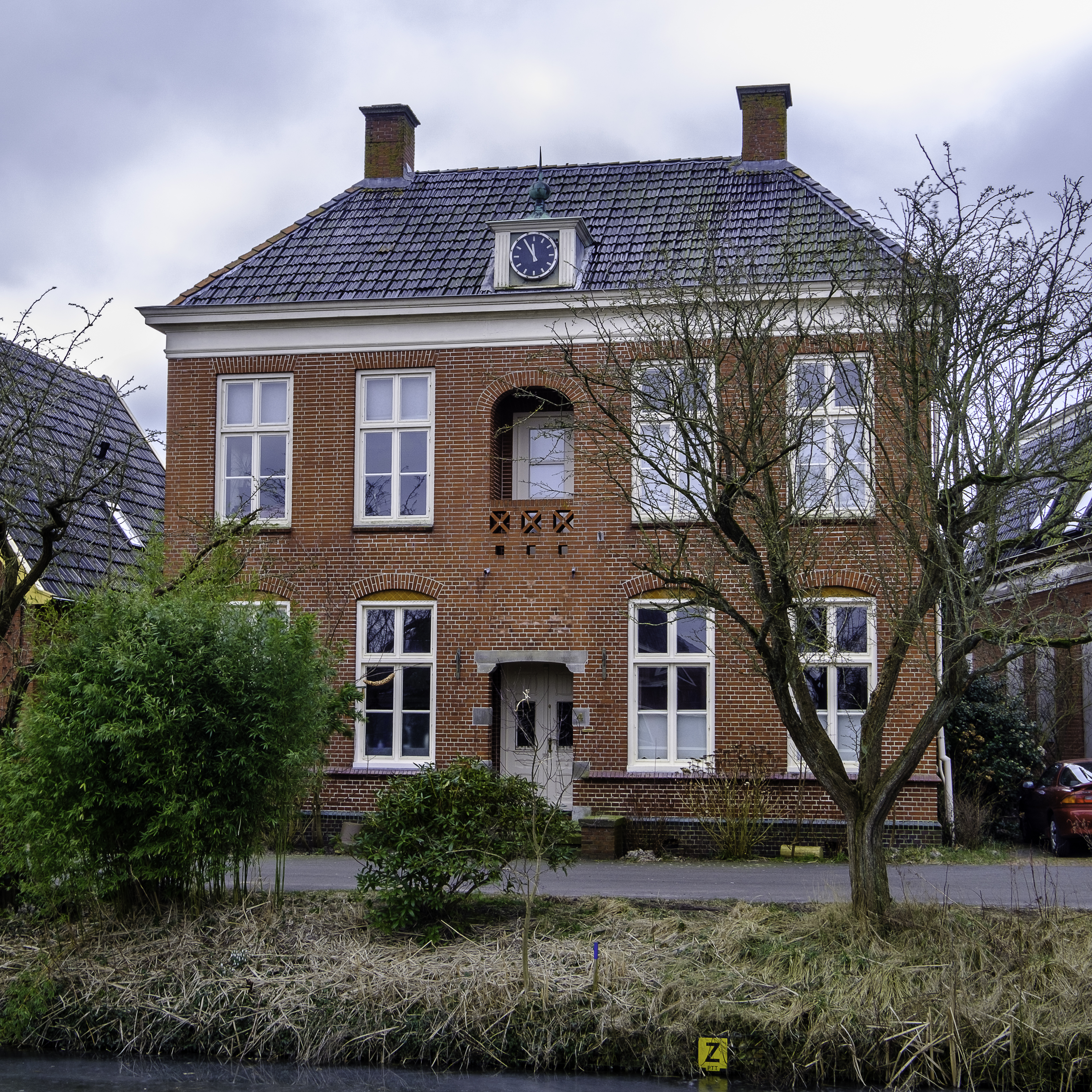
Колишнє приміщення мерії
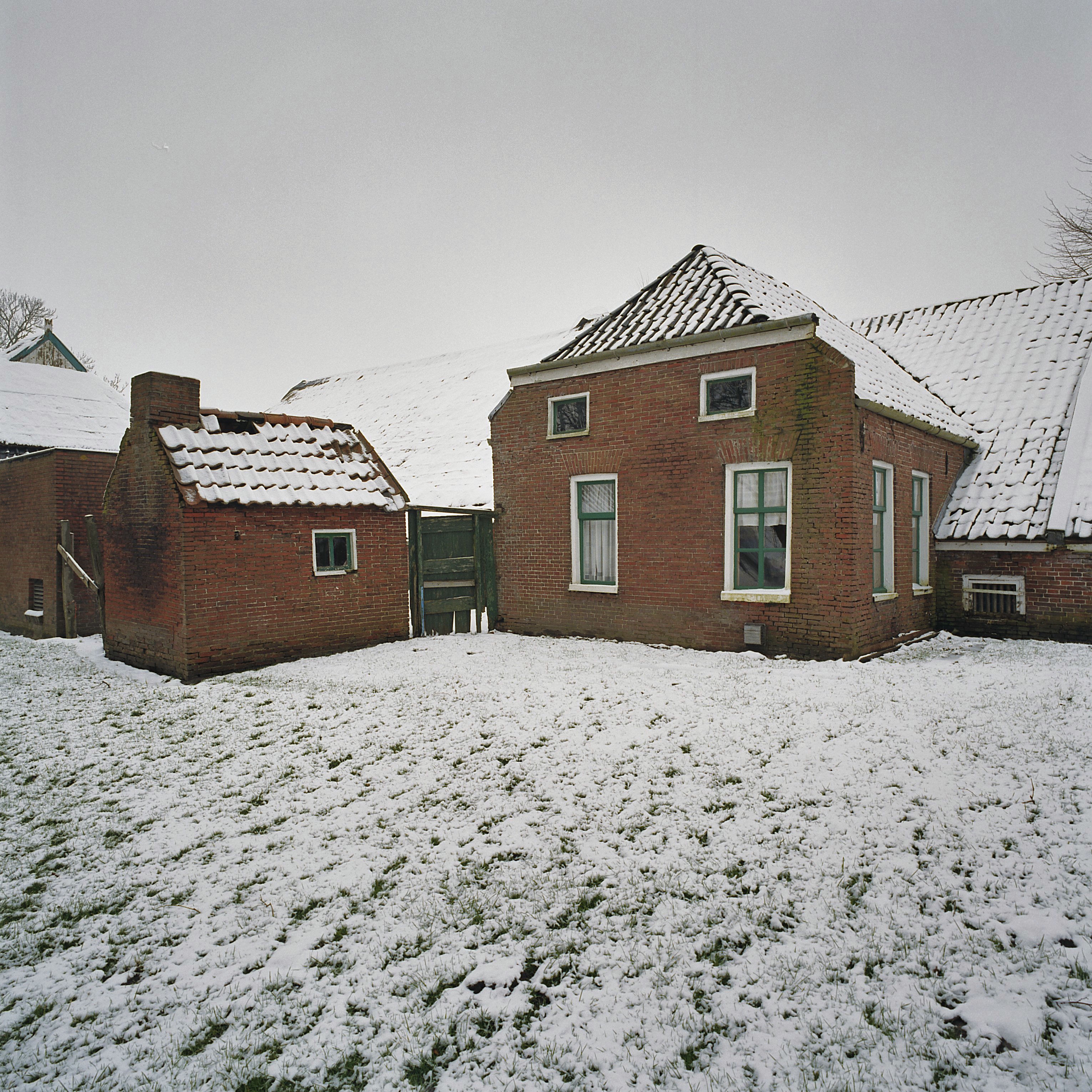
Ферма у Норддейку
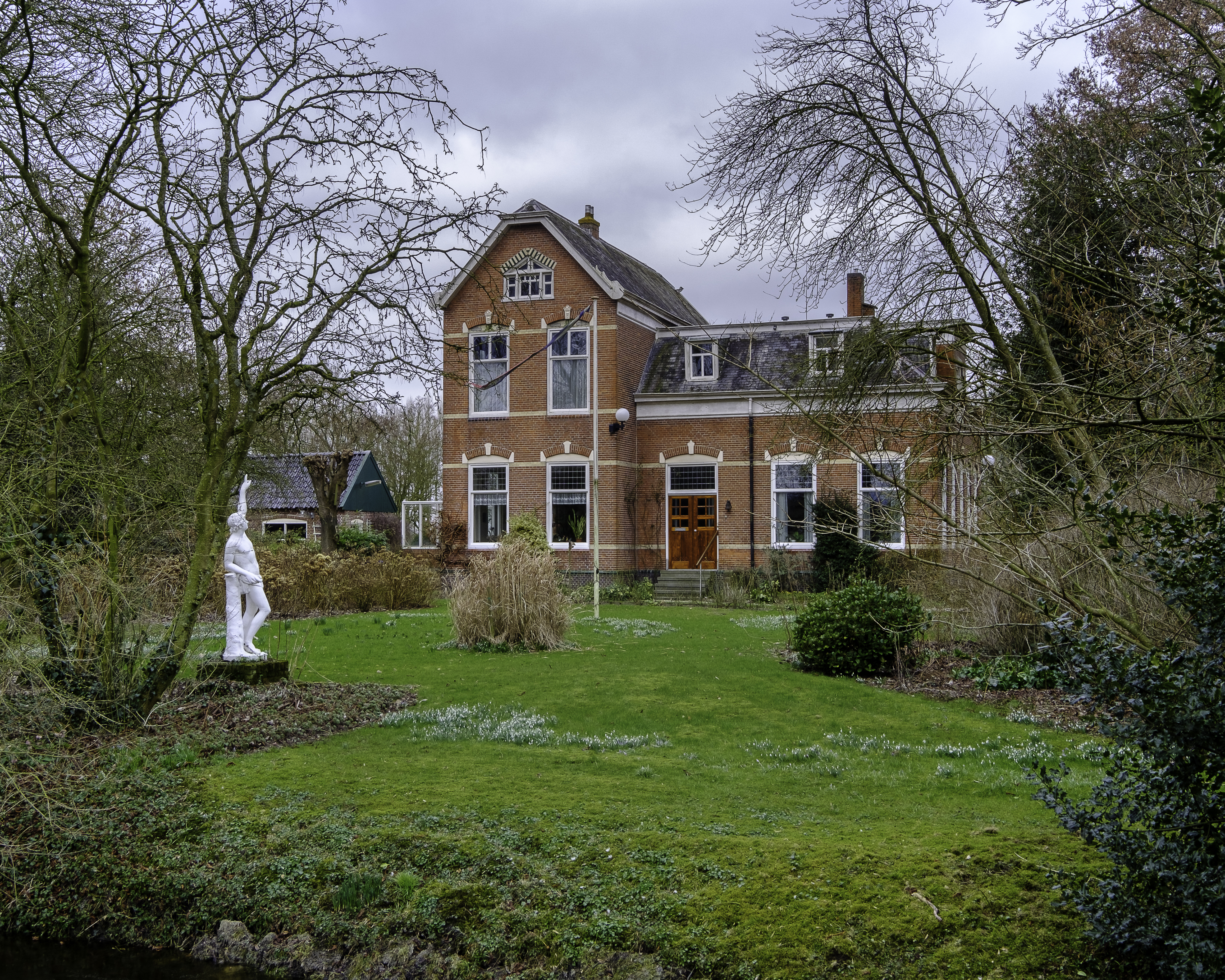
Сільський будинок